# 探索性研究
探索性研究（Exploratory research）主要针对没有清晰定义的问题。探索性研究有助于采取最佳的研究方案、数据采集方法和研究对象。在做出肯定性的结论时，必须非常谨慎。
探索性研究的形式主要包括文献综述、二手数据分析，以及针对消费者、员工、管理层和竞争者的非正式访谈，和正式方法如深入访谈、小组座谈、案例分析和试验研究等。
探索性研究主要瞭解一個全新的、陌生的行銷情況，也就是將原本是一片模糊的行銷情況，刻畫出基本輪廍。
相對於其他類型，探索性研究的方法比較有彈性，例如採用個人深度訪問，訪問時多利用開放式的問題。（如對甲產品有什麼看法？對於某一事物最滿意的地方是什麼？）抽樣方法比較不講究等。
另外探索性研究的結果往往有助於敘述性或因果性研究的進行，如確定所擬定的問卷題目與選項是否周全、是否要進一步研究兩個變數或觀念之間的關係等。